# Río Sinoe
El Sinoe es un río de Liberia, de tamaño medio que nace en el distrito de Pyneston (5°29'31.6"N 8°31'43.8"W), en el extremo noroeste del parque nacional Sapo. Su curso desciende a través del condado de Sinoe, bordeando el límite occidental del parque y  atravesando el bosque tropical liberiano con sus numerosos meandros. Desemboca en el Océano Atlántico, a la altura de la ciudad de Greenville, capital del condado (4°59'35.3"N 9°02'22.3"W). El topónimo Sinoe, además de dar nombre al río y al condado, también se lo da a la pequeña bahía situada en su desembocadura. Sobre ella, se ubica el puerto Samuel A Ross, el tercer en importancia de Liberia por tráfico y generación de ingresos. El río desemboca en el océano alrededor de la entrada de la base del puerto.

## Desafíos medioambientales.

### Deforestación.
El impacto de la industria maderera (en general de propiedad extranjera) está deforestando rápidamente el bosque tropical por el que transcurre el río. A eso se suma la tala y quema con fines agrícolas que sobre el bosque practica parte de la población de las zonas rurales.

### Contaminación
Como el resto de la red hídrica liberiana, la polución en los ríos es frecuente por los desechos de hierro, los residuos petroleros en las costas y las aguas residuales.

### Pérdida de biodiversidad
La caza con armas de fuego, aunque ilegal, está muy extendida en la zona del parque nacional de Sapo, tanto por razones de subsistencia como comercial, sin preocuparse por el impacto y desaparición de especies. Estudios realizados desde la década de 1990 ya señalan que los ecosistemas de manglares cercanos a los centros de población humana están siendo destruidos. La combinación de los factores anteriores aparentemente ha agotado las poblaciones de cocodrilos en buena parte de los ríos de Liberia.

## Cocodrilos en el río Sinoe.
En enero de 1989, se inspeccionaron 10 km del río Sinoe sobre la ciudad de Jale y también 4 km de pequeños arroyos a través de la selva tropical. Se observaron siete cocodrilos de hocico delgado en el río Sinoe. Cinco de ellos con longitudes de entre 1 y 0,50 metros y dos mayores de entre 1,10 y 1,5 metros. También se pudo identificar un cocodrilo enano (un año de 0,3 m) en el río Sinoe y otro (0,7 m) en un charco de un arroyo cercanor. La piscina tenía 1 m de ancho, 2/3 m de profundidad y tenía bancos de suelo verticales. No se vieron cocodrilos del Nilo. No se observaron  individuos adultos de ninguna de las especies, pero los científicos encargados de la investigación dejaron constancia que observaron un cazador con un arma de fuego saliendo del parque y cartuchos de escopeta vacíos dentro del parque. Aparentemente, la caza a lo largo del tiempo ha reducido la población adulta de cocodrilos en el río Sinoe.